# Prothèse dentaire
La prothèse dentaire est un dispositif dentaire remplaçant une ou plusieurs dents absentes et, si nécessaire, les structures anatomiques associées.
La première prothèse dentaire connue date de 2 600 ans ; c'est une invention étrusque. Elle remplaçait trois incisives supérieures par une dent de vache retaillée et marquée de traits verticaux pour simuler les dents naturelles, fixée aux dents avoisinantes (incisive restante, et canines et prémolaires) par un fil d'or.
L'acte prothétique permettra de reconstituer les dents trop délabrées (à la suite d'une carie ou d'une fracture) grâce à des couronnes, en métal ou en céramique. Il permet également de remplacer des dents manquantes, soit par un moyen fixe (bridge), soit par des appareils amovibles dits châssis métalliques ou stellites.
Le dentiste travaille en association avec un prothésiste dentaire. Ce dernier travaille dans un laboratoire, avec un matériel très spécifique.

Une prothèse ne dispense en aucune manière d'une hygiène buccodentaire rigoureuse. Les dents, même artificiellement couronnées, peuvent se carier à la jonction entre la prothèse et la dent naturelle. Et les dents porteuses de crochets (pour la prothèse amovible) sont également fragilisées (caries) par le manque d'hygiène dentaire quotidien. 

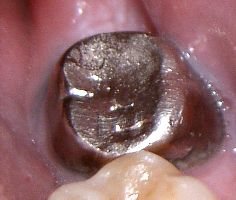
Couronne en métal

## Prothèse fixe
Une fois que le dentiste a fait les empreintes du patient, le prothésiste les utilise et fait des moules. Pour effectuer ce travail, il utilise de nombreuses machines, comme le four à céramique qui sert à cuire les dents en céramique.

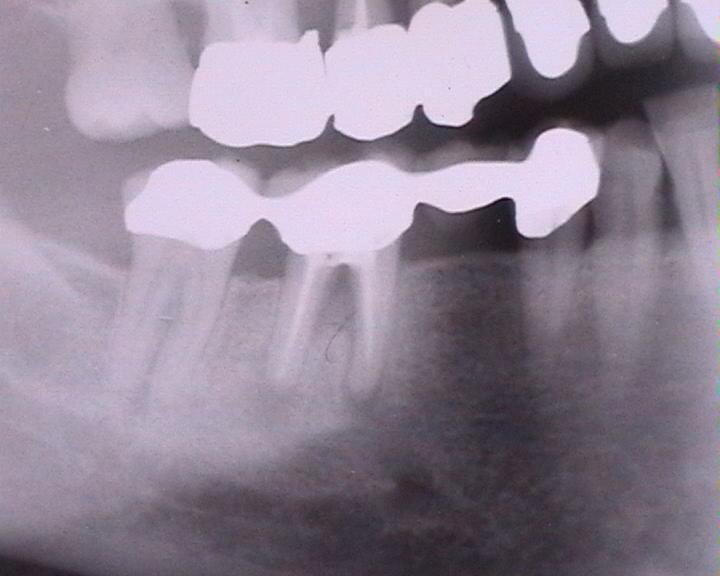
Bridge 4 éléments pour remplacer la dent no 46 (dents nos 45, 46, 47, 48)

Il existe deux types de prothèses fixes :

### Couronnes artificielles
Une couronne artificielle couvre ou remplace la majeure partie ou la totalité de la couronne de la dent délabrée. Elle peut être simple, ou associée à un inlay-core (faux-moignon ancré dans la racine de la dent par un tenon, qui va servir d'ancrage à la couronne).

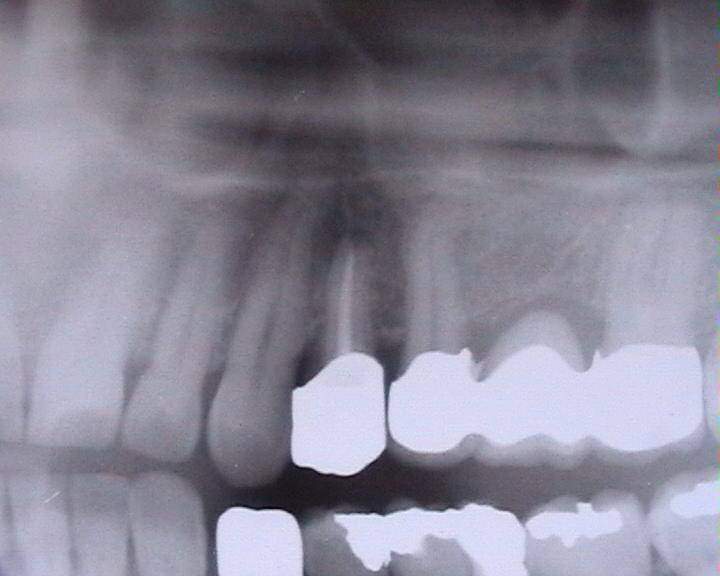
Couronne (dent no 24)
Bridge 3 éléments (dents nos 25, 26, 27)

Avantages : elle protège la dent et ne se remarque pas.
Inconvénients : elle oblige à tailler la dent.

### Bridges
Un bridge (pont au Québec) ou prothèse partielle fixe permet de remplacer une dent absente, voire deux, en s'appuyant sur les dents adjacentes (une de chaque côté) ; au-delà le risque de fracture est trop élevé. Mais on peut également réaliser un bridge de plus grande portée, en prenant appui sur plusieurs dents piliers. Le principe est le même que pour la couronne.
Avantages : à très long terme (30 ans et plus), cela permet d'éviter les migrations dentaires dans l'os (récidives orthodontiques ; traitement des parodontolyses et des malocclusions) ou de remplacer une dent manquante, en utilisant un système fixe s'appuyant sur les dents voisines (qu'on ne doit pas enlever chaque jour pour le nettoyage).
Inconvénients : mutilation des dents piliers saines (la carie mutile aussi les dents), prix.
Une prothèse partielle fixe reconstitue la dent au plus proche de l'état naturel.

### Matériaux
Les prothèses fixes peuvent être métalliques, céramo-métalliques, ou tout céramique.
Le métal est généralement utilisé pour les dents postérieures. C'est souvent du Nickel-Chrome, du Chrome-Cobalt, parfois de l'or ou du titane.
Avantage : le prix
Inconvénients : inesthétique (à éviter sur les dents antérieures). Allergies possibles (mais rares).
La céramique est de plus en plus utilisée. Les propriétés mécaniques continuent de s'améliorer.

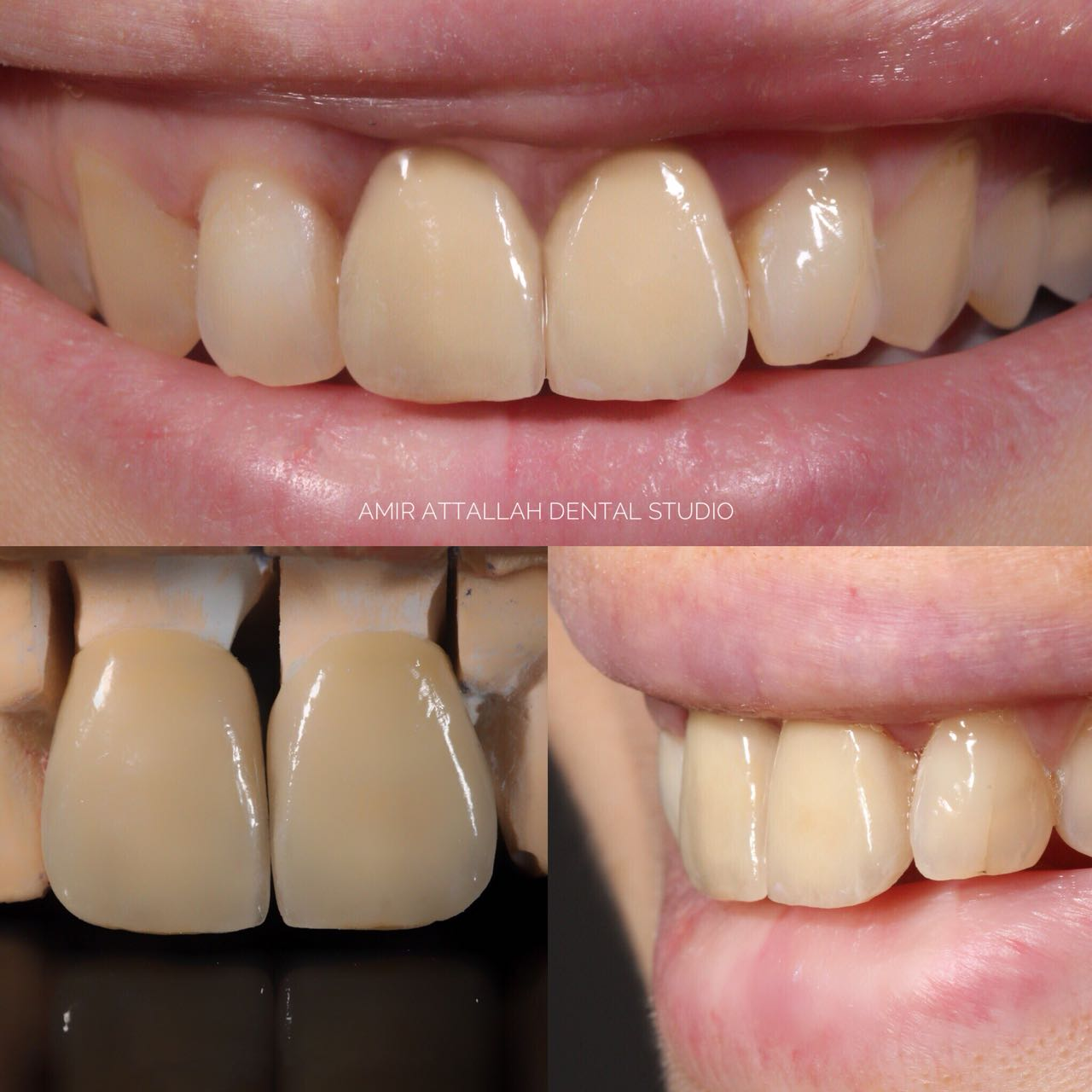
Couronnes prothétiques en céramique feldspathique sur les dents antérieures.

Avantages : esthétique, bonne biocompatibilité.
Inconvénient : prix plus élevé que les couronnes métal.
La céramique peut être utilisée seule (couronne céramo-céramique), ou associée à du métal : couronne céramo-métallique (CCM) pour des bridges de longue étendue (8 à 14 dents) garantis à très long terme (30 ans et plus, si l'hygiène dentaire quotidienne est suffisante).
La couronne céramo-céramique a des meilleures qualités esthétiques, et ses qualités mécaniques sont aujourd’hui suffisantes pour permettre son utilisation sans risque sur quelques dents.

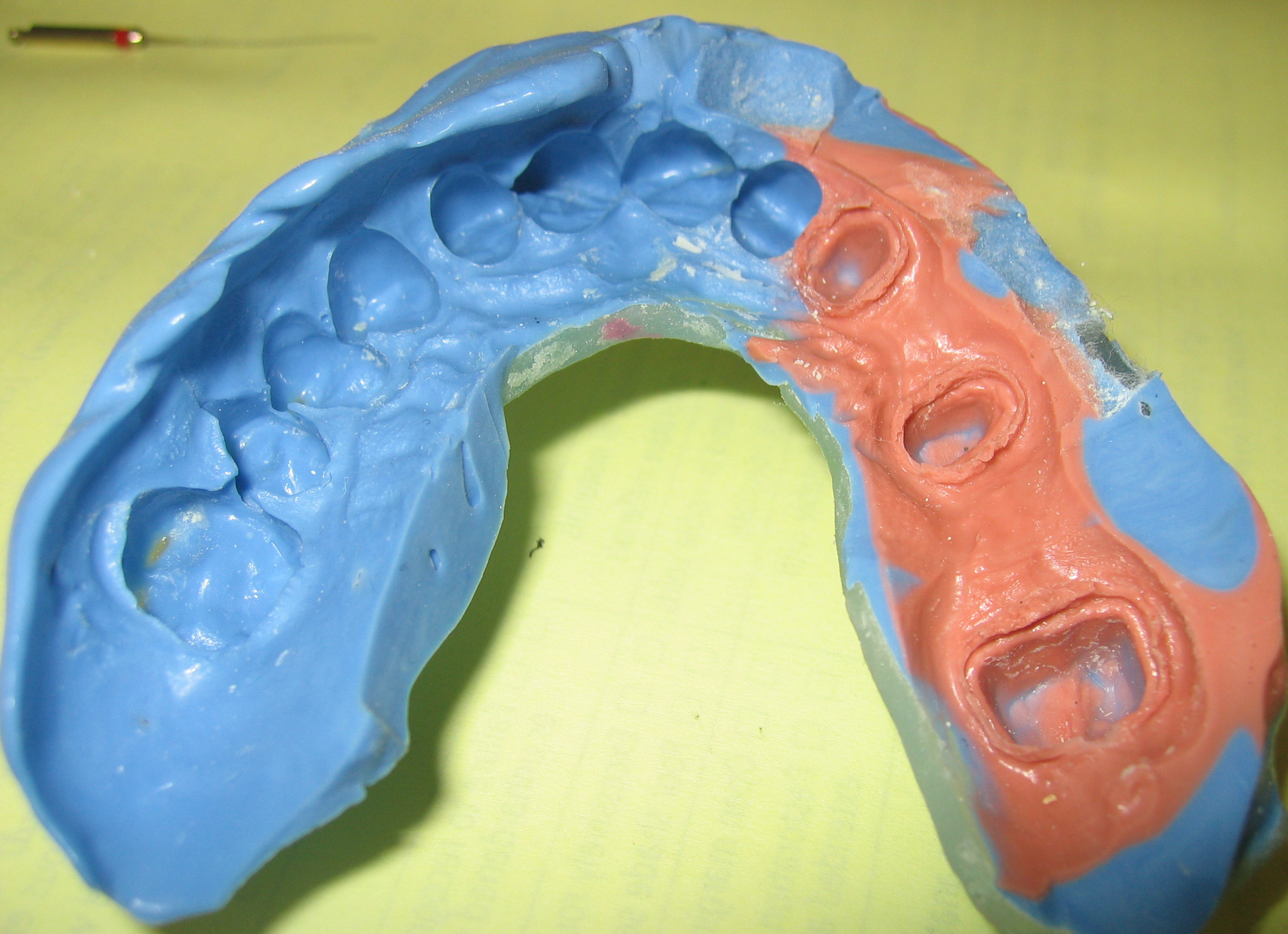
Une empreinte dentaire.

Les céramiques utilisées en dentisterie : céramique feldspathique (plus esthétique mais plus fragile), céramique au disilicate de lithium (alliant solidité et esthétique), céramique alumineuse (plus résistante mais plus opaque) ; tenons à base de zircone (oxyde de zirconium, ZrO2).
La résine est surtout utilisée pour la restauration provisoire, dans l'attente d'une des restaurations définitives citées ci-dessus.
Il existe aussi des résines chargées en céramique à but de restauration définitive qui appartiennent a la famille des composites.

## Prothèse amovible

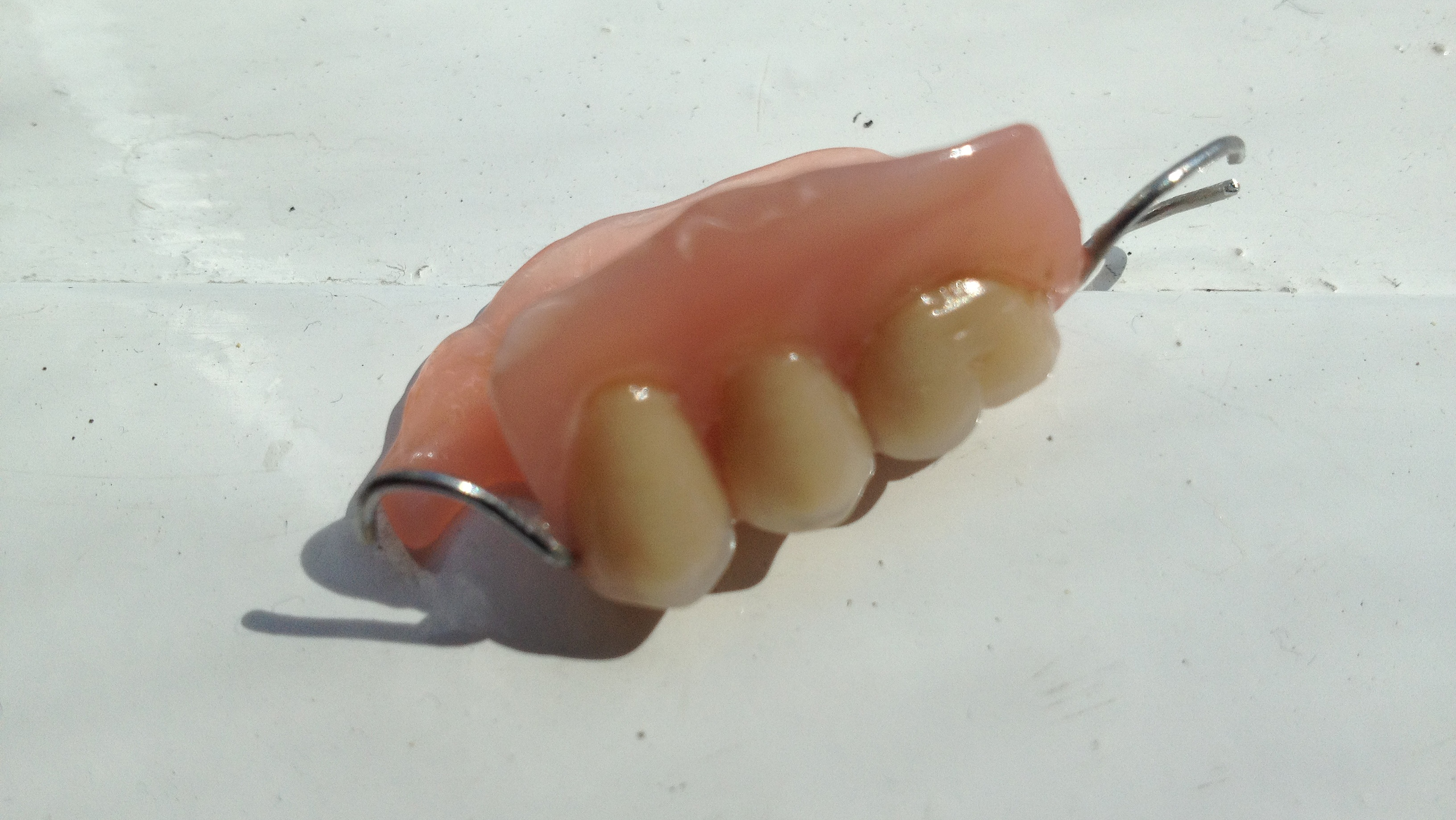
Prothèse partielle en résine, amovible.

Une prothèse amovible, communément appelée « dentier », est une prothèse qui peut s'enlever. Elle remplace généralement plusieurs dents. Elle s'appuie en partie sur les dents restantes, en partie sur la gencive et l'os sous-jacent.
Une prothèse amovible demande généralement quelques jours d'adaptation. Bien étudiée, elle doit être bien supportée.

### Châssis métallique
C'est une prothèse à base métallique généralement en chrome cobalt molybdène rigide, qui s'appuie à la fois sur les dents restantes et sur les muqueuses. La base métal sert de support pour soutenir des dents résines à l'emplacement des édentations.
Avantages : légèreté, encombrement réduit, stable, en général bien supportée, pas de perte de sensations chaud/froid.
Inconvénients : entraîne une charge importante sur les dents restantes ; aliments qui se coincent dans les espaces libres, par exemple sous la barre linguale pour un appareil mandibulaire, dans l'intrados.

### Prothèse partielle en résine
C'est une prothèse composée principalement de résine, avec des crochets en métal souple. On peut la renforcer avec de la fibre de verre ou des éléments métalliques.
Elle est plutôt réservée à un usage temporaire, voire être un appareil de transition, par exemple un appareil provisoire, à la suite d'extractions récentes, dans l'attente d'un travail implantaire.

### Prothèse complète
Lorsqu'il ne reste plus du tout de dents, on les remplace par une prothèse en résine, qui doit s'appuyer le plus largement possible sur les muqueuses. Le problème de ces prothèses totales est leur adhérence en bouche, car elles n’adhèrent à la muqueuse buccale que par un phénomène physique dit « de succion » qui se réalise si les deux surfaces ont un relief identique, d'où l'importance de l'extrême précision des empreintes effectuées par le chirurgien dentiste, faute de quoi il faudra procéder à un rebasage ou le porteur de la prothèse sera obligé d'utiliser des crèmes fixatives

### Matériaux
Les dents des prothèses amovibles peuvent être en résine ou en céramique en fonction de la morphologie et de l'âge du patient. Les prothèses amovibles nécessitent peu de retouches voire aucune si tous les protocoles de réalisation sont respectés — prise d'empreinte primaire, empreinte secondaire soignée, enregistrement de l'articulation correct. Une fois la prothèse placée, il ne faut plus effectuer de retouches. Si un problème apparaît, il faut reprendre le protocole de l'empreinte secondaire ou procéder à un nouvel enregistrement de l'articulé pour faire les corrections nécessaires. Il n'est pas possible de retoucher pour ajuster à la muqueuse. Le patient doit penser à retourner régulièrement chez son dentiste, tous les six mois environ, dans le cas d'une prothèse complète, pour effectuer un rebasage de celle-ci. Il est aussi possible d'effectuer de la polychromie de la résine pour adapter à la teinte de la gencive de chaque patient.

## Prothèse sur implants

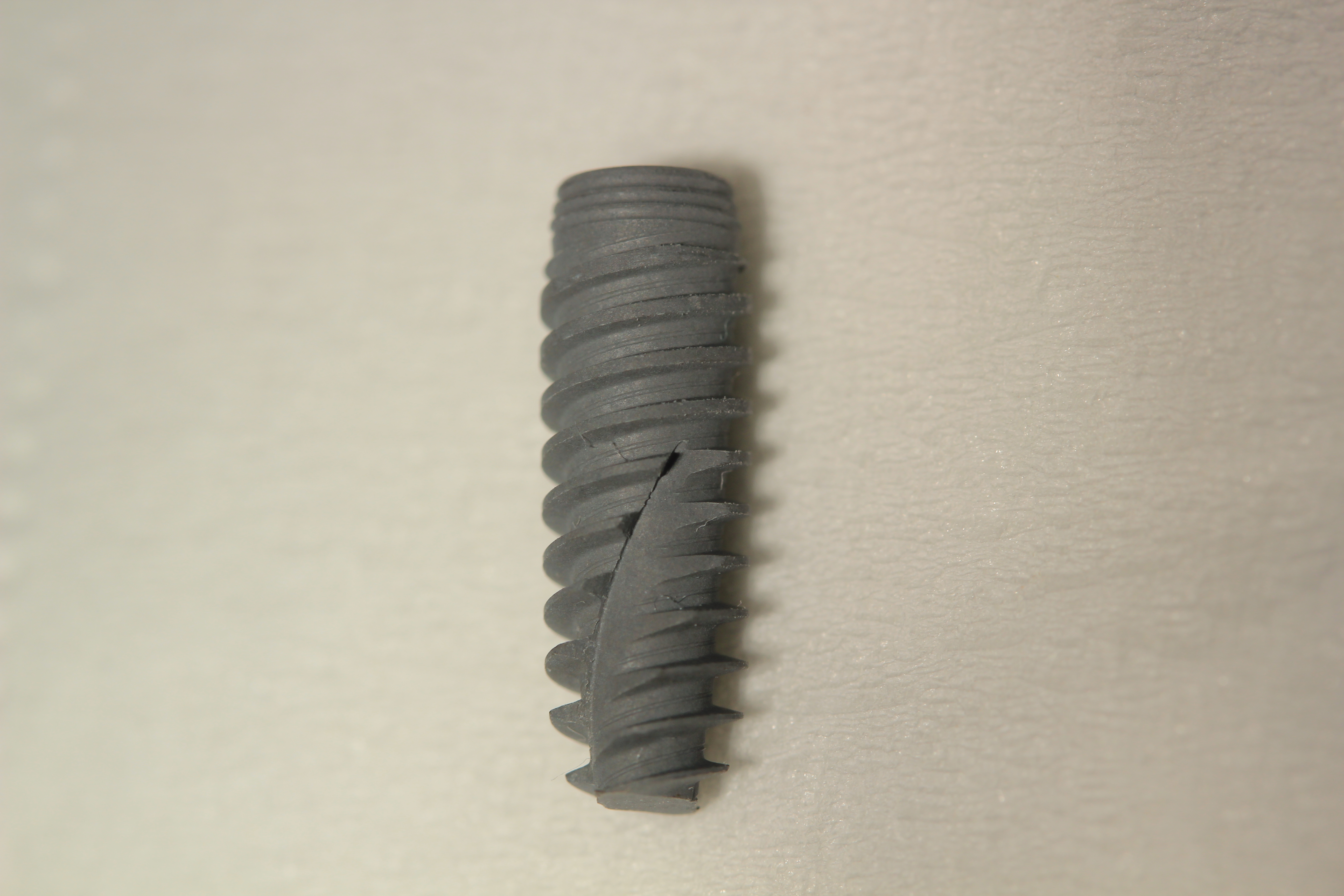
Implant dentaire Nobel Active WP de 13 mm de longueur, de la marque Nobel Biocare.

Un implant est une vis qu'on va fixer dans l'os selon des modalités opératoires bien précises, afin de remplacer le support naturel de la dent qui a disparu, à savoir la racine dentaire. Du respect de ces modalités opératoires dépendra le résultat final. Le métal utilisé est du titane très pur, la pureté du métal explique le prix des implants mais se traduit par leur longévité. Les implants en zircone, très à la mode il y a une vingtaine d'années sont aujourd'hui en retrait, les implants disques sont utilisés de façon très variable selon les pays. Le titane est bio compatible c'est-à-dire qu'il n'est pas corrodé par l'os vivant à son contact. Une fois mis en place l'os se régénère même autour des spires pour entrer en contact intime avec le métal ce qui soude littéralement l'implant et le rend indémontable. C'est ce processus tout à fait particulier qui explique leur longévité, supérieure à 40 ans pour certains. Les implants récents ont un état de surface rendu micro poreux par un traitement spécial pour une meilleure « accroche » et une phase de cicatrisation plus courte. De nouvelles techniques permettent aujourd'hui de connecter des pièces en zircone (teinte de la dent) sur les implants titanes (en métal gris) pour un meilleur rendu esthétique sans augmentation notable du prix des prothèses.
Les techniques d'implant permettent de remplacer la ou les dent(s) manquante(s) de manière très satisfaisante, autant sur le plan esthétique que fonctionnel. L'ancien dogme « une dent remplacée = un implant » est dépassé. Pour des raisons de coûts mais aussi à la suite de progrès techniques (métallurgie, radiographie, techniques de fabrication en laboratoires de prothèses, techniques opératoires), il est possible de réaliser par exemple une prothèse fixe de douze dents sur six implants.

### Prothèses fixes sur implants
Il en existe de nombreux types adaptés à chaque cas particulier : couronnes unitaires scellées ou vissées, bridges scellés ou vissés, prothèses totales résines ou céramiques vissées, bridge complet étendu à la totalité de l'arcade dentaire.

### Dent unitaire
Il faut adapter la forme, la couleur/teinte aux dents voisines et régler parfaitement l'occlusion. En effet l'implant est totalement fixe (soudé donc sans aucun degré de liberté), alors que la dent est légèrement mobile (grâce au desmodonte). La dent sur implant doit donc être en très légère sous-occlusion (légèrement moins haute que les dents voisines), pour éviter le phénomène de friction lorsqu'on serre fort les dents.

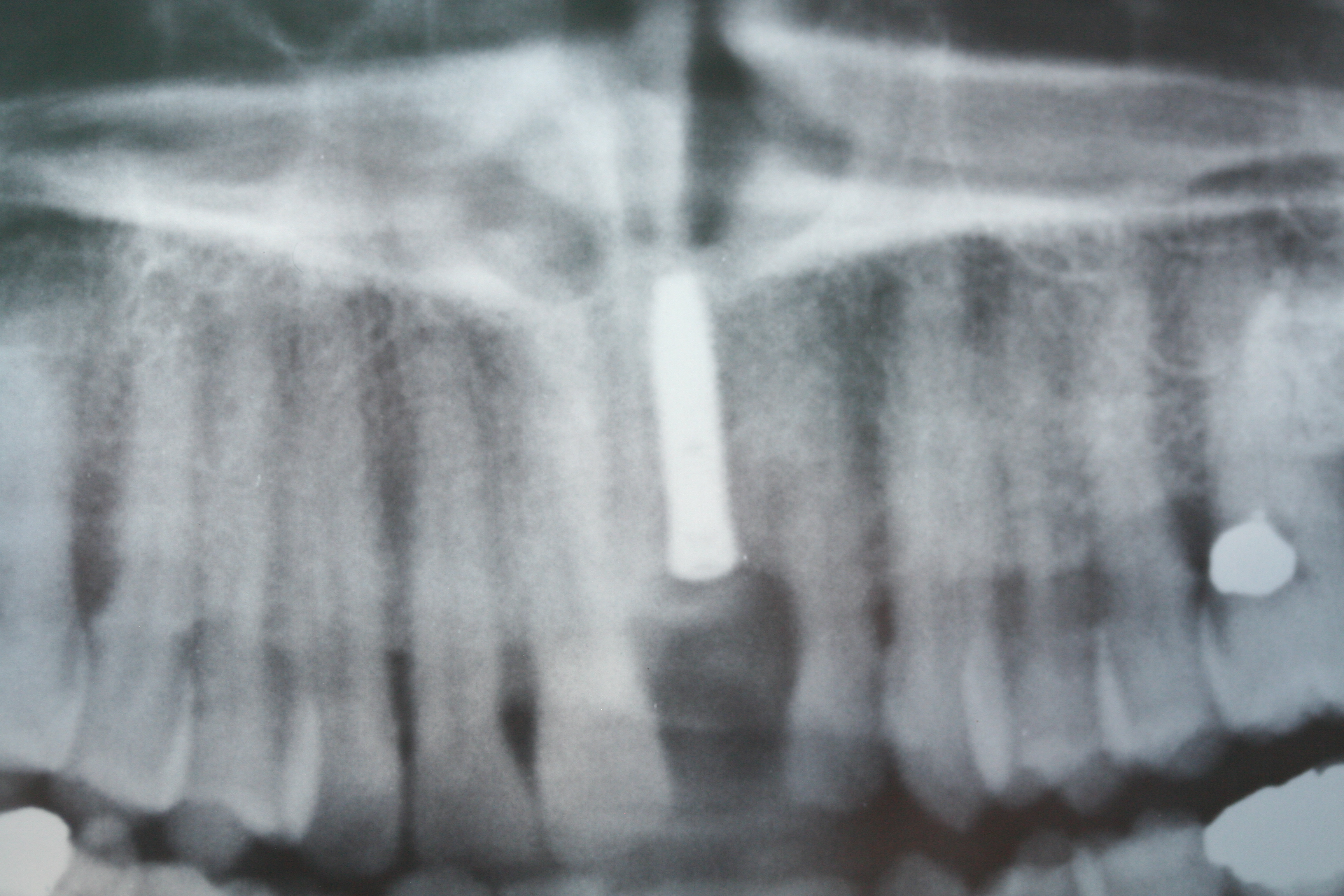
L'implant est la « racine » artificielle de la dent manquante.
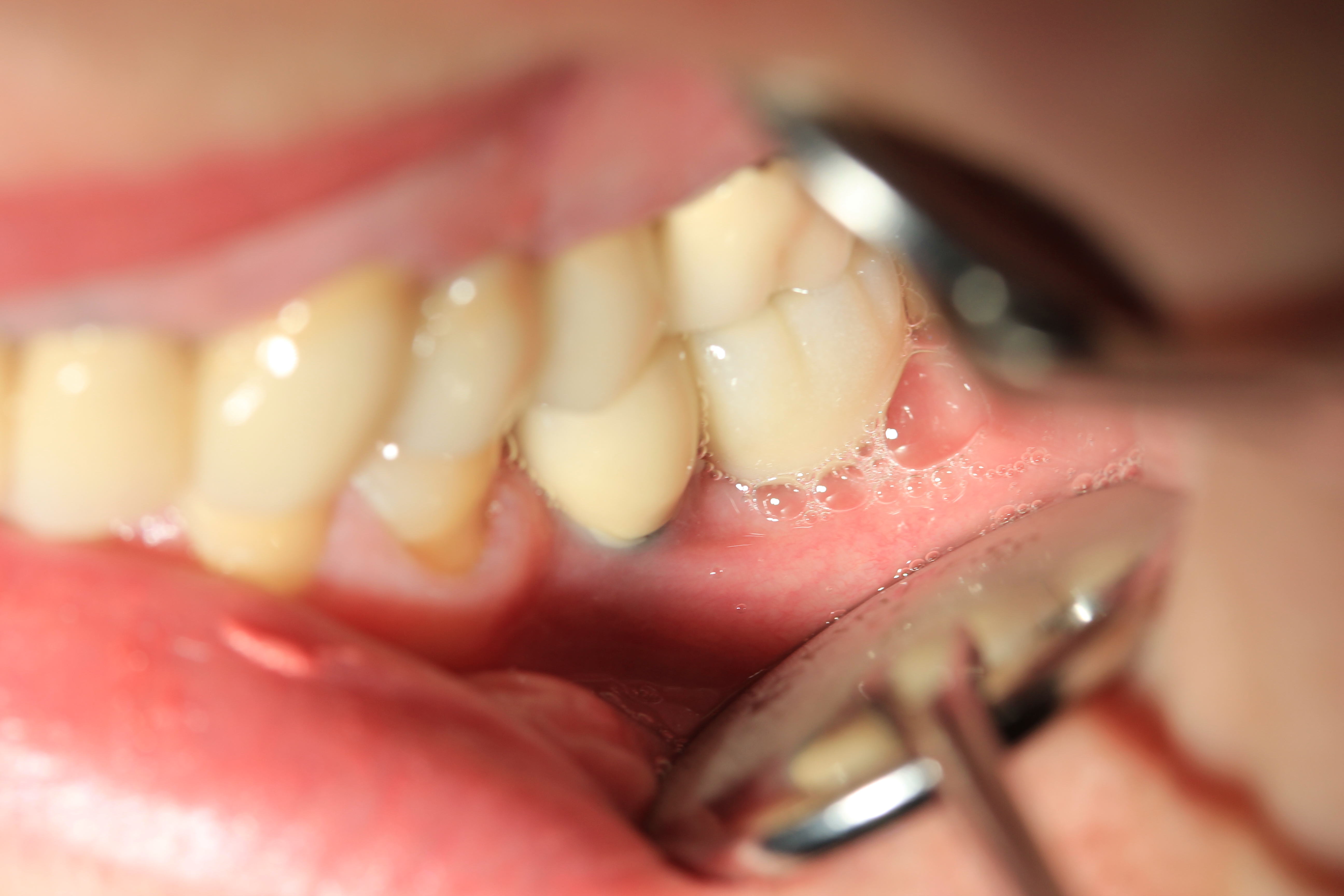
Prothèse céramique en occlusion.

### Bridge ou pont dentaire
Le bridge (ou pont dentaire au Québec) répond aux mêmes critères esthétiques et d'occlusion. La prudence est de mettre en place autant d'implants que de dents à remplacer. C'est moins vrai à la mandibule faite d'un os plus compact qu'au maxillaire supérieur fait d'un os spongieux.

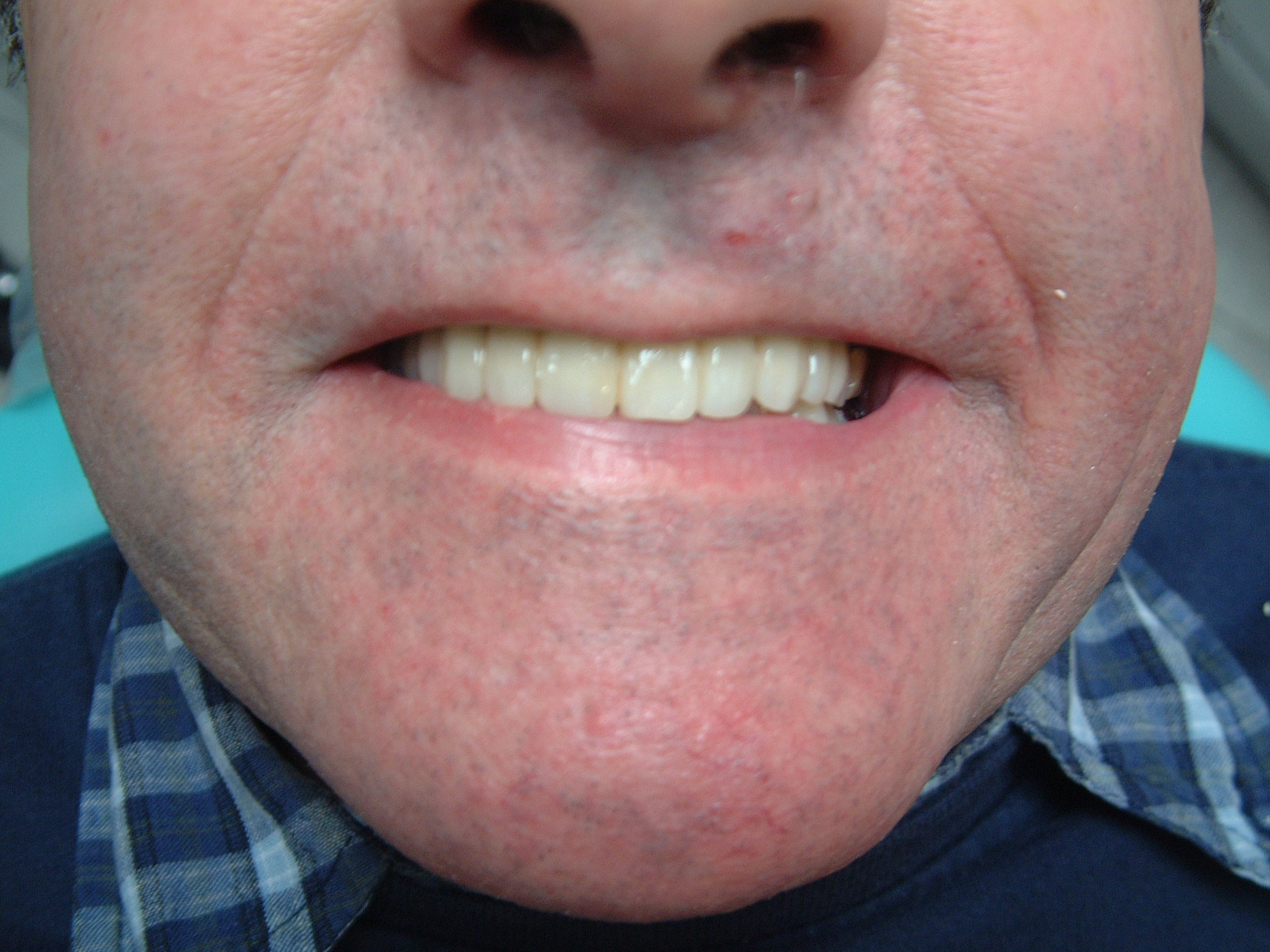
Bridge en place, la gencive n'est pas visible lors du sourire.
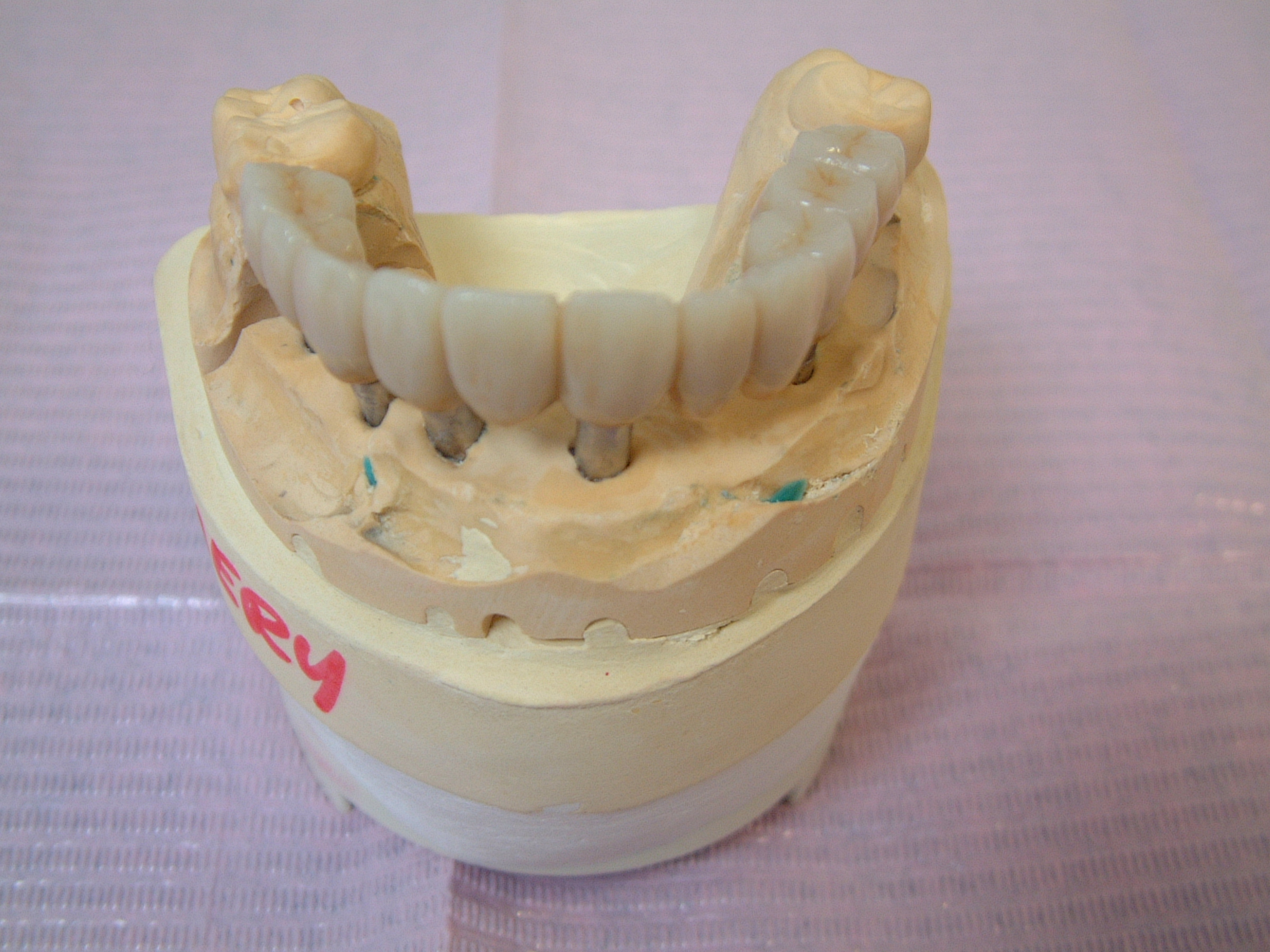
Bridge sur modèle en plâtre.
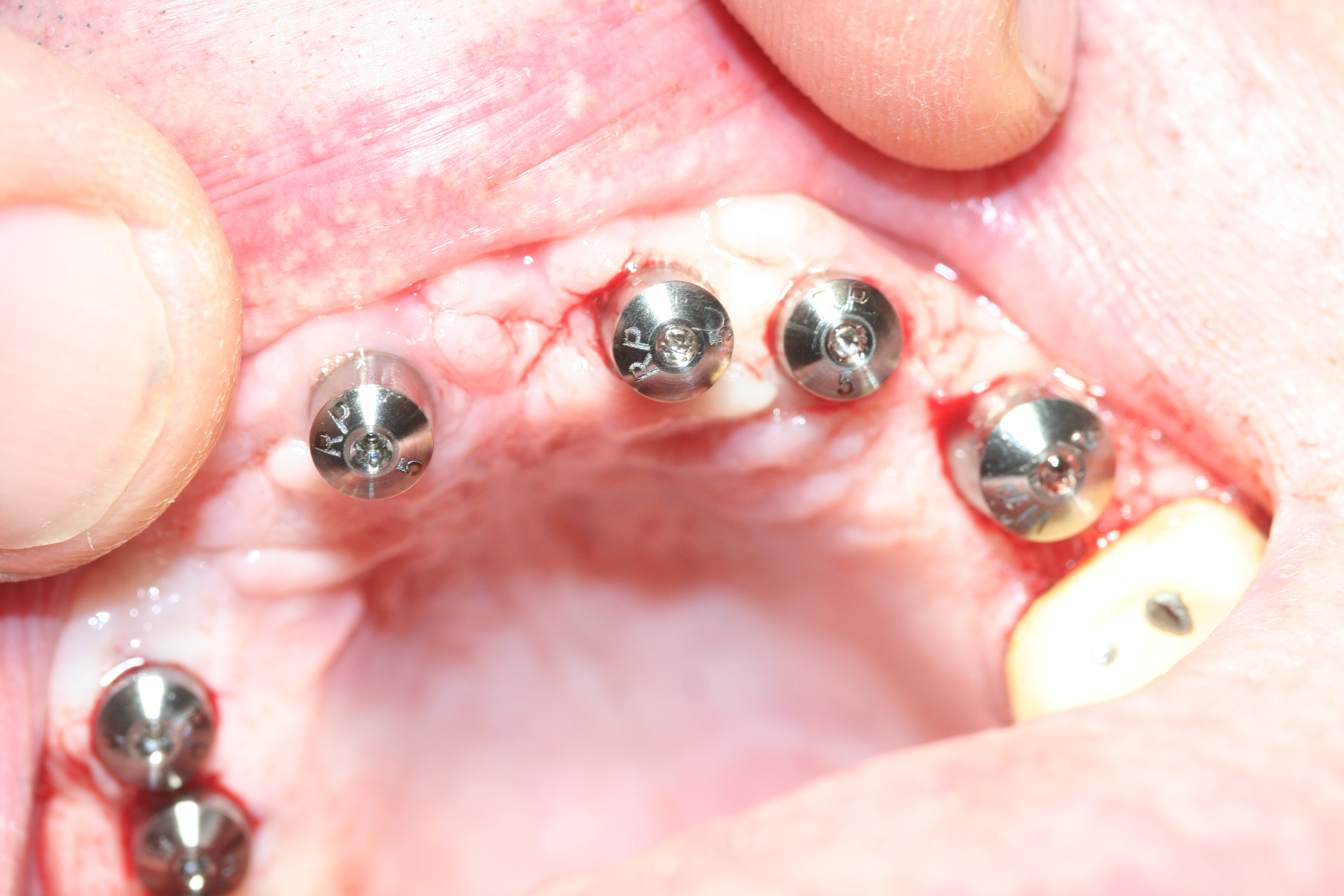
Implants en place. Notez qu'il y a moins d'implants que de dents sur la prothèse.

### Prothèse totales fixes sur implants
Elles ont en règle réalisables sur six implants (selon des modalités bien précises pour l'observation desquelles le poseur d'implant doit avoir les qualifications requises). Selon la récession osseuse du patient à la suite de la perte de ses dents, on réalisera une prothèse sans ou avec fausse gencive. Moins coûteuses que les bridges, ces prothèses sont moins longues à réaliser. Rien n'empêche cependant le patient de faire remplacer sa prothèse résine par une prothèse céramique après une période d'observation de deux ans.

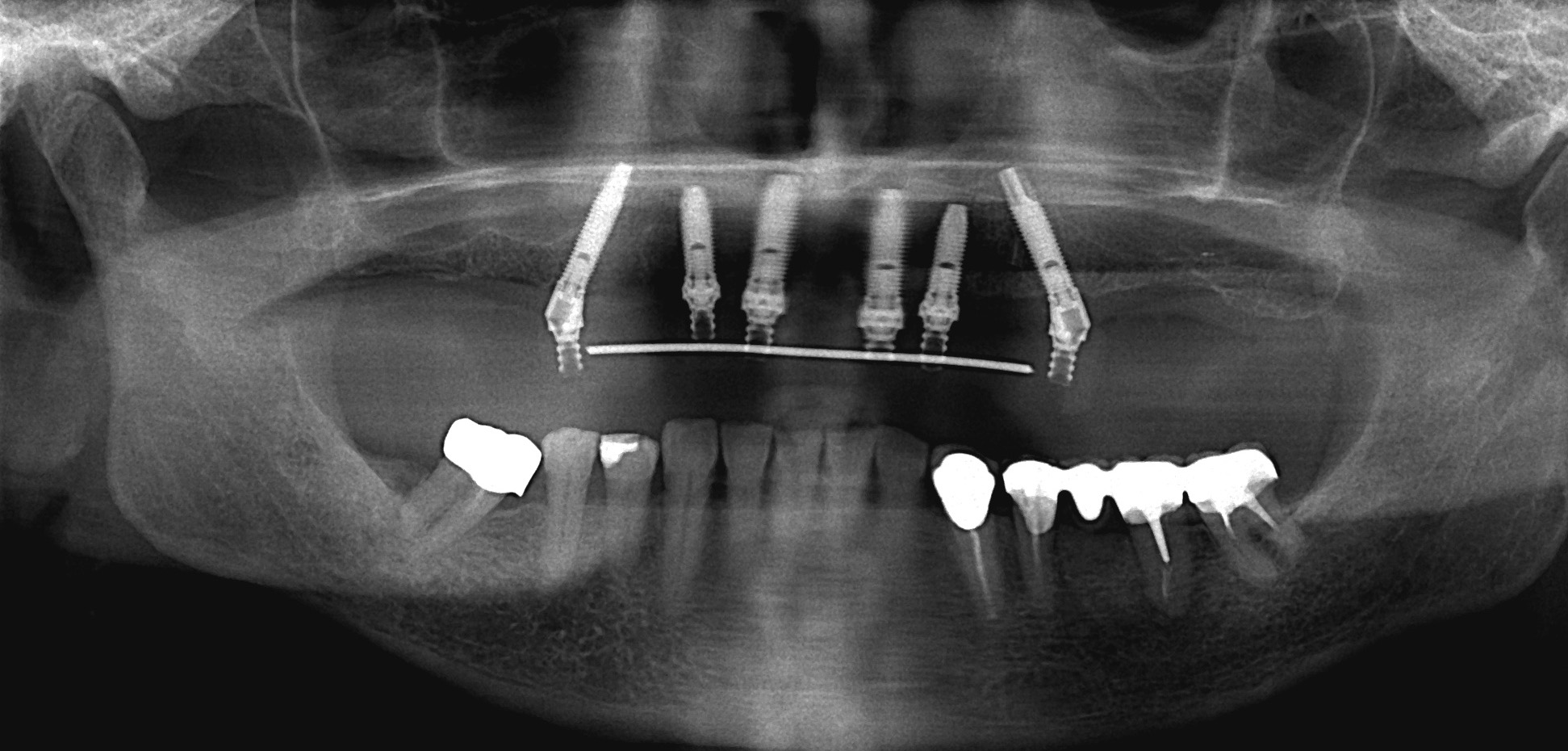
Radiographie des six implants.
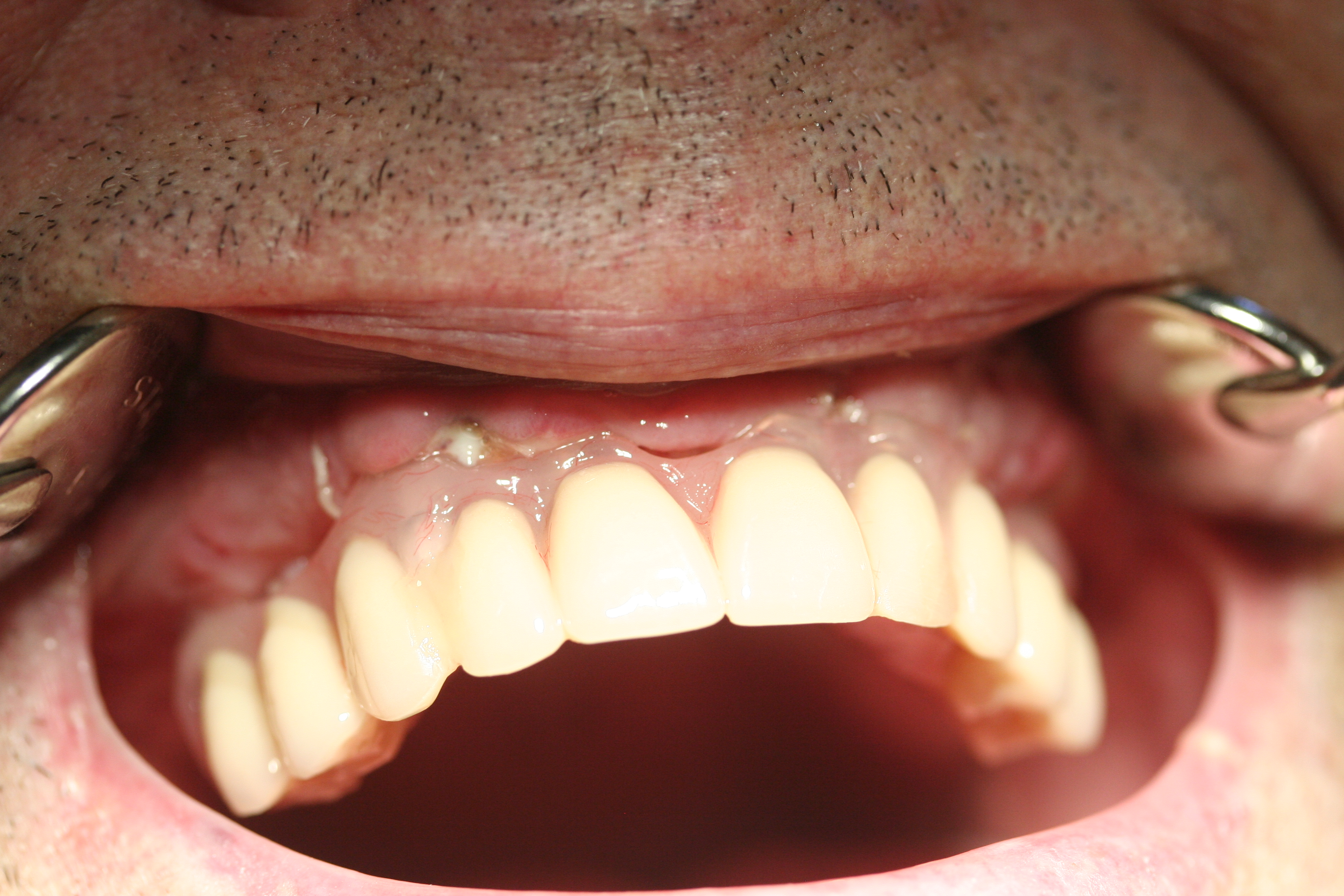
Contrôle de la cicatrisation à une semaine de l'intervention.

### Prothèses amovibles totales sur implants

#### Prothèse totale inférieure en résine
Pour assurer une mastication correcte donc une tenue de prothèse satisfaisante on met en place deux implants à 1,5 cm de part et d'autre de la ligne médiane. La prothèse est reliée à ces implants par des attachements, boutons-pression (le système préconisé par la plupart des marques d’implants est le système Locator (marque déposée). Les aimants sont abandonnés. Les barres de fixation ont peu d'intérêt dans cette indication.

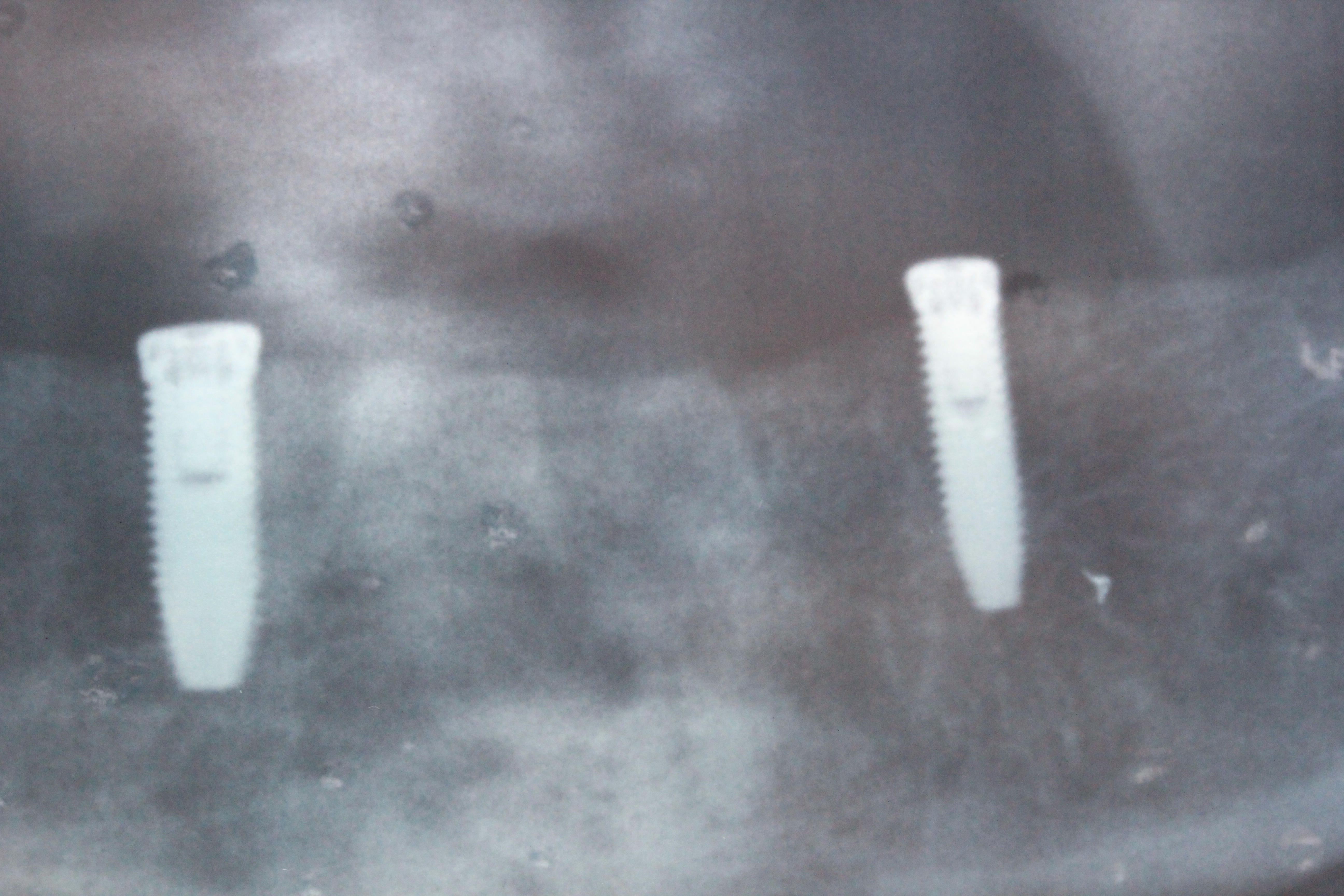
Les implants à 3 cm de distance.
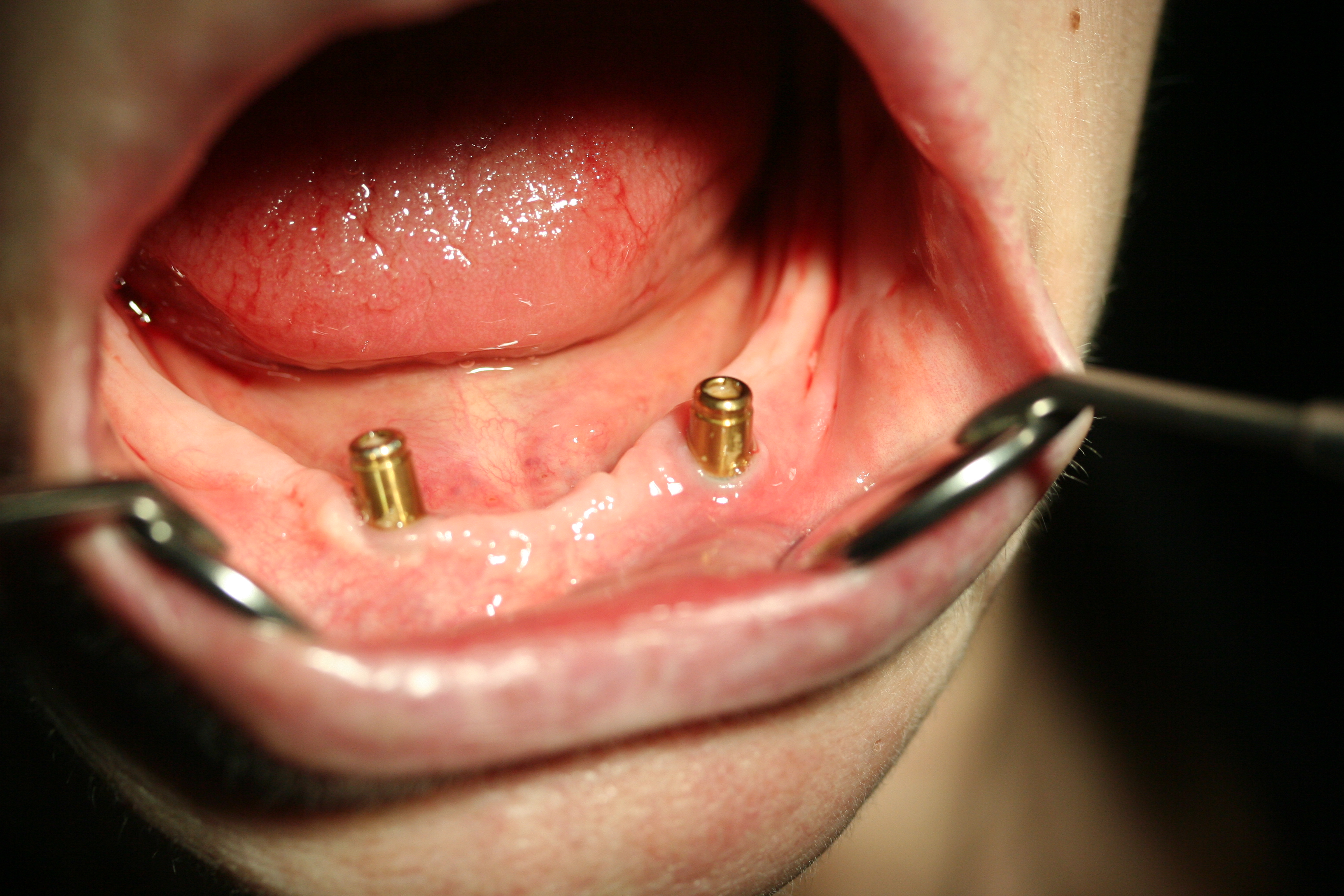
Les systèmes Locator.

#### Prothèse totale supérieure en résine
Un système de fixation pour les prothèses totales du haut est beaucoup moins demandé par les patients qui sont en général satisfaits de leur prothèse totale conventionnelle. Un tel système nécessite la mise en place de quatre implants (l'os est spongieux donc moins « résistant ») et la réalisation d'une barre transvisée en titane sur laquelle on retrouve les mêmes systèmes de contention Locator. Ce type de fixation est indiqué si le scanner pré opératoire montre une quantité très faible d'os. La prothèse réalisée est très mince et n'a pas de faux palais ce qui permet à cette patiente victime d'un réflexe nauséeux intense avec une prothèse conventionnelle total maxillaire de supporter cette prothèse.

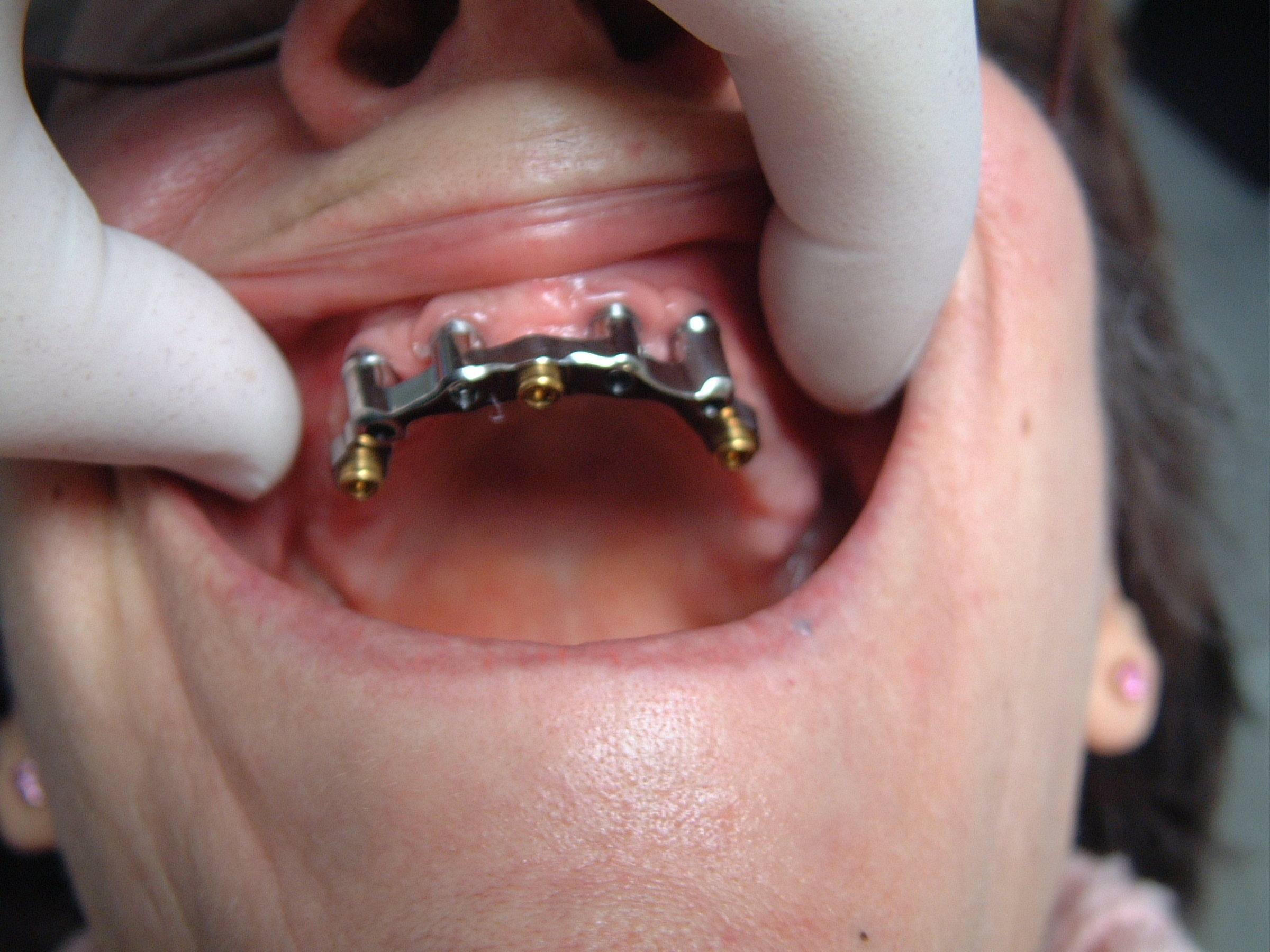
3 Locators supportés par une barre titane usinée fixée sur 4 implants.
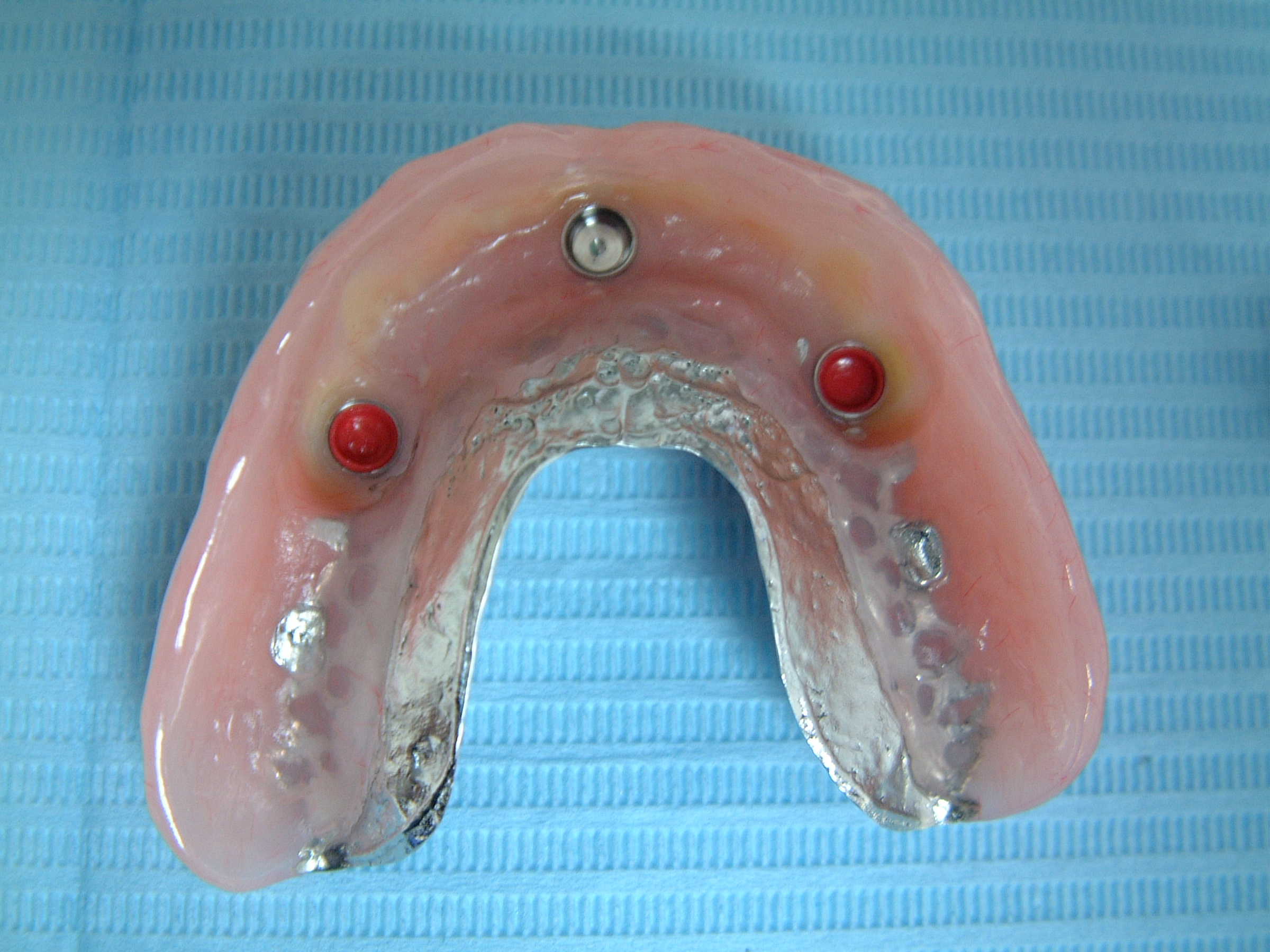
Notez les systèmes de fixation femelles à l'intrados de la prothèse.

#### Prothèse amovible partielle stabilisée par des implants
Les implants peuvent aussi permettre de stabiliser une prothèse amovible partielle : soit pour améliorer l'esthétique en permettant de se passer de crochet trop antérieur, soit pour empêcher l'enfoncement de la prothèse dans le cas d'édentement postérieur.

## Prothésiste dentaire

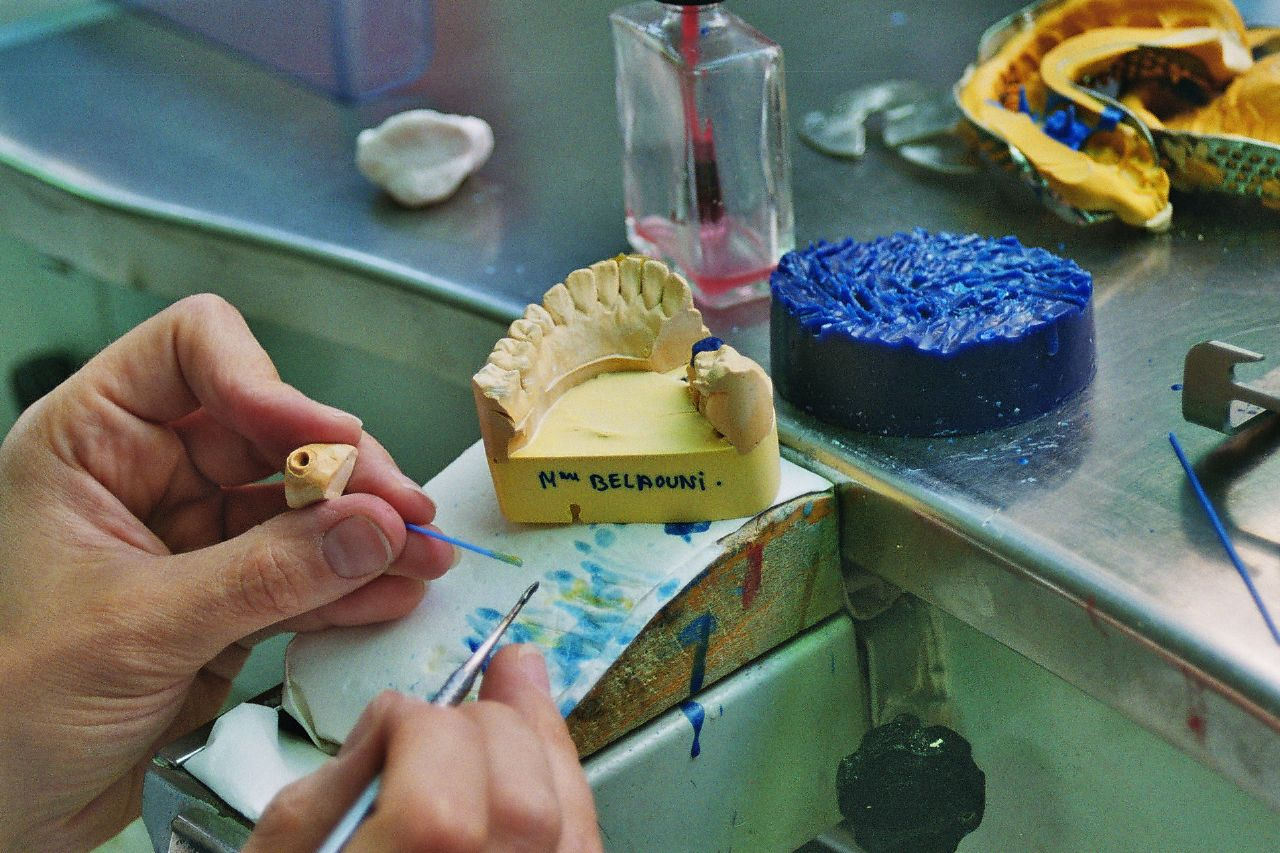
Un aspect du travail du prothésiste.

Lors de l'élaboration d’une prothèse, le dentiste travaille en étroite collaboration avec le prothésiste. Le dentiste prend des empreintes des mâchoires supérieure et inférieure, qui vont ensuite chez le prothésiste ; celui-ci accomplit le travail demandé à partir des empreintes et des préparations effectuées en bouche du patient par le praticien (taille de vestige de la dent à couronner) le travail repart enfin chez le dentiste pour l'essayage en bouche et le scellement. Il faut souvent plusieurs étapes, en fonction du travail à réaliser. Pour les prothèses en Chrome-Cobalt, l'une des difficultés tient au polissage; il est fait traditionnellement de manière manuelle, ce qui est assez coûteux et délicat; de plus en plus fréquemment, ce lissage-polissage est effectué en machine de type centrifugeuse satellitaire en utilisant plusieurs abrasifs; le processus dure entre 1.5 et 3 heures pour une vingtaine de châssis, mais il s'agit de temps masqué durant lequel le technicien peut se concentrer sur d'autres tâches.

## Santé au travail, toxicologie...
La pose de prothèse, la manipulation de certains produits (amalgames), le fraisage, sablage, le chauffage, le décapage, sciage, polissage, etc. et l'utilisation de résines et de métaux rares ou toxiques sont des sources de risques pour le patient, le dentiste, le prothésiste.
Le mercure est le métal le plus souvent évoqué en dentisterie, mais d'autres sources d'exposition à des risques sanitaires et environnementaux existent (avec notamment des métaux ou alliages impliquant des éléments chimiques tels que le chrome, cobalt, nickel, molybdène, manganèse, aluminium, tungstène, béryllium, Zirconium, mercure, des résines et leurs catalyseurs...). Ils ont notamment justifié en France une étude INRS sur la pollution de l'air intérieur et plus généralement la « pollution dans les ateliers de prothèse dentaire ». Dans ce pays, durant la période de l'étude (fin des années 1980), environ 14 000 salariés travaillaient dans 4 500 ateliers, dont une trentaine ont été étudiés dans ce cadre.
La littérature médicale a décrit de nombreux cas de silicose, pneumoconiose par métal dur, et même de bérylliose, et les toxicologues craignent de nouvelles pathologies induites par les matériaux issus de la chimie organique. Les guides de bonne pratique recommandent la pose de système préventifs et performant de filtration/aspiration et de renouvellement de l'air intérieur, adaptés aux postes de travail.